# Aracy de Carvalho
Aracy de Carvalho (Rio Negro, 5 dicembre 1908 – San Paolo, 28 febbraio 2011) è stata una funzionaria e diplomatica brasiliana a cui è stato riconosciuto il titolo di Giusto tra le nazioni.

## Biografia

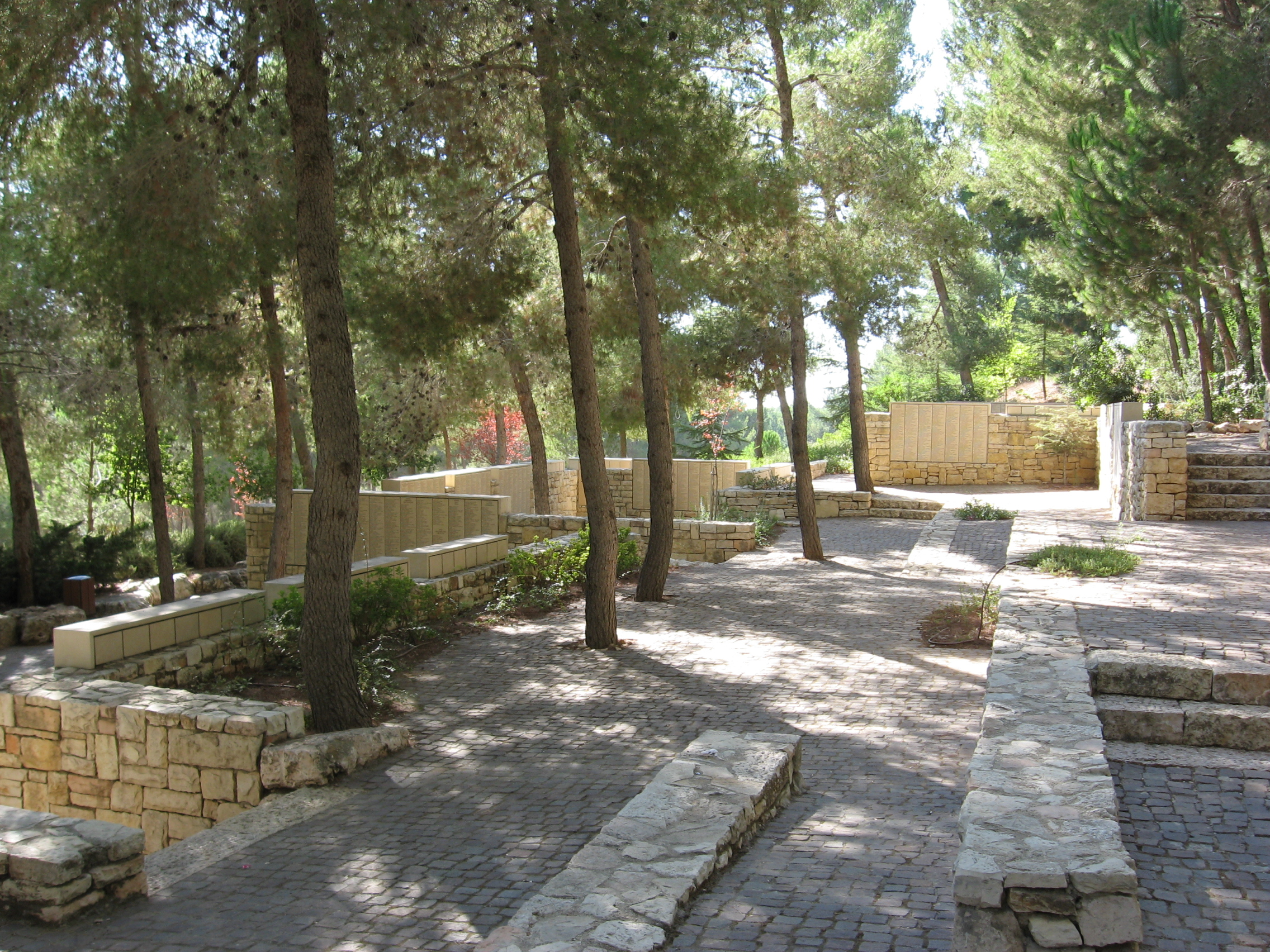
Il Giardino dei Giusti a Yad Vashem con sullo sfondo il Muro d'Onore dove su una delle pietre è scolpito anche il nome Aracy de Carvalho

Aracy de Carvalho nacque a Rio Negro (Paraná), dalla tedesca Sidonie Moebius de Carvalho, originaria dell'Alta Sassonia, e Amadeu Anselmo de Carvalho, un mercante portoghese-brasiliano che in seguito sarebbe diventato proprietario del Grande Hotel de Guarujá, la città dove la famiglia si trasferì quando Aracy era ancora una bambina. Sapeva parlare tedesco, inglese, francese e portoghese. Si trasferì a San Paolo, dove visse col primo marito, il tedesco Johannes Edward Ludwig Tess, e il loro bambino, Eduardo Carvalho Tess, fino al 1935, anno in cui i coniugi si separarono. Il divorzio venne formalizzato in Messico, dato che in Brasile la legislazione in materia non esisteva ancora.
Nel 1936 prese servizio presso il Consolato brasiliano in Germania, ad Amburgo, dove fu nominata responsabile della Sezione Passaporti. Cominciò ad aiutare gli ebrei durante la Notte dei cristalli, il 9 novembre 1938, distribuendo loro i visti senza la "J" rossa che li identificava come tali. Fu in stretti rapporti con attivisti clandestini in Germania e concesse i visti persino agli ebrei in possesso di passaporti falsi.
Nel 1938 incontrò il collega diplomatico João Guimarães Rosa, che sarebbe poi diventato il suo secondo marito e uno dei più importanti scrittori brasiliani. Con il suo aiuto intensificò l'attività umanitaria, salvando dalla prigionia e dalla morte un gran numero di ebrei. Rimase in Germania fino al 1942, quando il Brasile interruppe i rapporti coi nazisti e si unì alle forze alleate.
L'8 luglio 1982 Aracy de Carvalho divenne una delle due personalità brasiliane onorate dallo Yad Vashem con il riconoscimento di Giusto tra le Nazioni, insieme all'ambasciatore Luis Martins de Souza Dantas.
Morì all'età di 102 anni, nella sua casa di San Paolo, il 28 febbraio 2011. Da tempo soffriva della malattia di Alzheimer. Fu sepolta accanto al marito, nel Mausoleo dell'Accademia Brasiliana delle Lettere al Cimitero di San Giovanni Battista a Rio de Janeiro.

## Nei media
- Aracy de Carvalho è la figura principale della miniserie televisiva brasiliana Passaporto per la libertà, prodotta da TV Globo in collaborazione con Sony Pictures Television.[8][9]